# Герен (коммуна)
Гере́н (фр. Guéreins) — коммуна во Франции, находится в регионе Рона — Альпы. Департамент — Эн. Входит в состав кантона Туассе. Округ коммуны — Бурк-ан-Брес.
Код INSEE коммуны — 01183.

## География

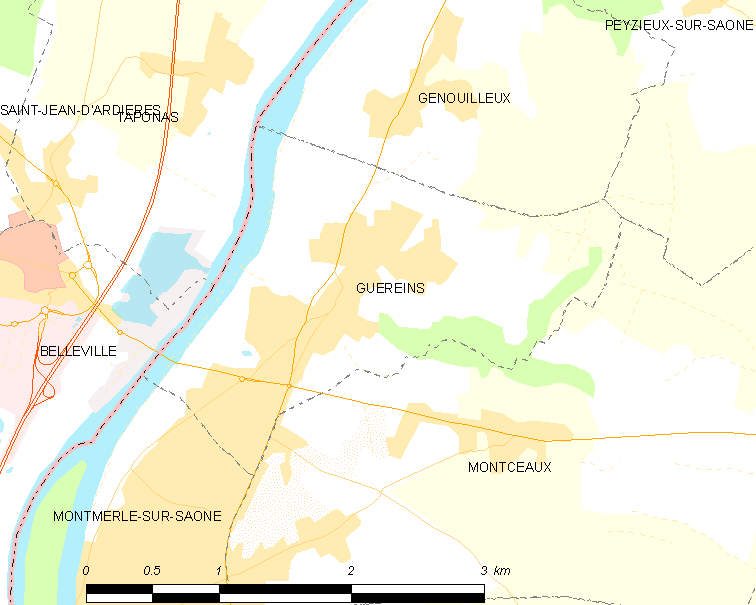
Карта коммуны

Коммуна расположена приблизительно в 360 км к юго-востоку от Парижа, в 39 км севернее Лиона, в 37 км к западу от Бурк-ан-Бреса.
На западе коммуны протекает река Сона.

## Климат
Климат полуконтинентальный с холодной зимой и тёплым летом. Дожди бывают нечасто, в основном летом.

## Население
Население коммуны на 2010 год составляло 1308 человек.
| 1962 | 1968 | 1975 | 1982 | 1990 | 1999 | 2010 |
| ---- | ---- | ---- | ---- | ---- | ---- | ---- |
| 559  | 535  | 589  | 776  | 995  | 1065 | 1308 |

## Администрация
| Период | Период | Фамилия     | Партия        | Примечания |
| ------ | ------ | ----------- | ------------- | ---------- |
| 1995   | 2001   | Пьер Фелиза |               |            |
| 2001   | 2020   | Ги Морийон  | Разные правые |            |

## Экономика
В 2010 году среди 838 человек трудоспособного возраста (15—64 лет) 665 были экономически активными, 173 — неактивными (показатель активности — 79,4 %, в 1999 году было 73,0 %). Из 665 активных жителей работали 618 человек (337 мужчин и 281 женщина), безработных было 47 (22 мужчины и 25 женщин). Среди 173 неактивных 59 человек были учениками или студентами, 74 — пенсионерами, 40 были неактивными по другим причинам.

## Достопримечательности
- Бывшая почтовая станция (XVII век). Исторический памятник с 1981 года[4]

## Города-побратимы
- Боттан (Швейцария, с 1991)